# نامو (الهه)
نامو (𒀭𒇉 dENGUR = dLAGAB×ḪAL؛ نیز Namma) الهه بین‌النهرینی بود که جایگاه الهه آفرینش را در الهیات محلی اریدو داشت. او با آب مرتبط در نظر گرفته می‌شد. همچنین در ارتباط با افسون‌ها و جادوی بلاگردان به خوبی گواهی شده‌است. او به عنوان مادر انکی در نظر گرفته می‌شد و در یک کتیبه به عنوان همسر آنو ظاهر شده‌است، اما معمولاً  بدون همسر در نظر گرفته می‌شد. از دوره بابلی باستان به بعد او مادر آن (آسمان) و کی (زمین) و نیز نشانه دریا/اقیانوسِ آغازین (ارتباطی که ممکن است به علت تاثیر تیامات باشد) دانسته می‌شد.
در حالی که نامو در منابع دورهٔ آغازین دودمانی بین‌النهرین، مانند سرودهای زمه و کتیبه‌ای از لوگال-کیسالسی گواهی شده‌‌ است اما معمولاً پرستش نمی‌شد. در دوره بابلی باستان معبدی در اور وجود داشت که به او تقدیم شده بود، او همچنین در متون نیپور و بابل گواهی شده‌است. نام‌های تئوفوری که او را فراخوانی می‌کردند، نادر بود و تا همین اواخر تصور می‌شد که پادشاه اورنامو تنها نمونه آن است.
در اسطوره بابلی باستان انکی و نینماه، نامو یکی از خداییانی است که در خلقت انسان نقش دارند و همراه با دو خداییِ نام‌بخش و گروهی شامل هفت الههٔ خُرد ظاهر می‌شود. حضور او در اسطوره، این روایت را از متن‌های دیگری که به همین بن‌مایه می‌پردازند (مانند آترا-هاسیس)، متمایز می‌کند.

## نام و لقب‌ها
اسم نامو به خط میخی با سومروگرام و به صورت ENGUR (LAGAB×ḪAL) نشان داده می‌شد. فهرست‌های واژگانی شواهدی برای خوانش‌های چندگانه، از جمله Nammu، Namma و گونه‌های طولانی‌تر دوگان‌سازی‌شده مانند Namnamu و Nannama به دست می‌دهند. متنی دوزبانه از تپه حرمل با صورت‌های کوتاه و بلند نام به‌گونه‌ای برخورد می‌کند که گویی به ترتیب گونه‌های اکدی و سومری یک کلمه هستند. این نام به طور معمول به معنای «خلاق» ترجمه می‌شود. این تفسیر به این نظریه بستگی دارد که از نظر ریشه‌شناسی با عنصر imma (SIG7) در نام الهه نینیما مرتبط است، که می‌توان آن را در اکدی به صورت nabnītu یا bunnannû توضیح داد که دو اصطلاح مربوط به خلقت هستند. با این حال، این پیشنهاد به طور عمومی پذیرفته نشده‌است. احتمال مرتبط دیگر این است که آن را به عنوان ترکیب اضافی تعبیر کنیم (e)n + amma(k)، «بانوی رودخانه کیهانی»، اما به شکلی مشابه این نظر نیز خالی از انتقاد نیست و استدلال شده‌است که برای ریشه‌شناسی نام نامو شواهد روشنی وجود ندارد نویسندگان باستان به طور ثانویه ریشه آن را nig2-nam-ma، «خلاقیت»، «کلیت» یا «همه چیز» در نظر می‌گرفتند.
علامت ENGUR را می‌توان به صورت engur  نیز خواند که مترادف آپسو است اما وقتی در این زمینه استفاده می‌شود، با نام الهه یکسان نبوده و نامو را می‌توان به عنوان خالق engur در نظر گرفت؛ که به گفته فرانس ویگرمن نشانگر آن است که او و حجم افسانه‌ای آب یکسان نبودند.
نامو را می‌توان با صفت‌هایی مانند «بانوی بزرگ و بلند در دریا» (nin-ab-gal-an-na-u5-a)، «مادری که آسمان و زمین را به دنیا آورد» (dama-tu-an-ki) یا «اولین مادری که همه خداییان (یا خداییان بزرگ) را به دنیا آورد»(ama-palil-u3-tu-diĝir-šar-šar-ra-ke4-ne). مادر بودن نامو برای آسمان و زمین در متن‌هایی مانند فهرست خدای TCL XV 10 گواهی شده است و مربوط به جایگاهی است که از دوره بابلی باستان به بعد به عنوان مادر آن (آسمان) و کی (زمین) پیدا کرد.

## شخصیت
منابع کمی درباره شخصیت نامو وجود دارد. اکثر آنان به دوره بابلی باستان تعلق دارند. بر اساس شواهد غیر مستقیم، چنین فرض می‌شود که او با آب در ارتباط بوده گرچه در میان محققان بر سر آنکه آیا این آب، شیرین یا شور است، بحث در جریان قرار دارد. هیچ اشاره روشنی به این موضوع نشده است که نامو با دریا برابر دانسته شود و مانوئل سکارلی در یک پژوهش جدید مطرح می‌کند که ممکن است او نماد آب‌های زیرزمینی باشد.
در سنت محلی اریدو، نامو در جایگاه خداییِ آفریننده بود. در متن‌های شناخته‌شده هیچ نشانه‌ای وجود ندارد که در این جایگاه، همسری داشته باشد. جولیا ام. آشر-گریو پیشنهاد می‌کند در حالی که به طور کلی به عنوان یک الهه با نامو رفتار می‌شد، می‌توان در این زمینه نامو را بی‌جنس‌گرا در نظر گرفت. جوآن گودنیک وستنهولز تصور می‌کند فرآیند آفرینش او را به نحوی می‌دانستند که با بکرزایی قابل مقایسه است. در حالی که در بین‌النهرین باستان شخصیت‌های ازلی (برخلاف دیگر خداییان) غالباً دیگر فعال در نظر گرفته نمی‌شدند ظاهراً اعتقاد بر این بود که نامو هنوز در جایگاه یک شخصیت فعال وجود دارد.
نامو همچنین با طلسمات، جادوی بلاگردان و ابزار و مواد مورد استفاده در آنها مرتبط بود. در یک طلسم، او را bēlet egubbê، «معشوقه حوضه آبریز مقدس» می‌نامند، اما این لقب معمولاً به جای او به نینگیریما تعلق دارد. در متون این ژانر می‌توان از او برای تطهیر یا تقدیس چیزی یا در برابر شیاطین، بیماری یا عقرب‌ها استفاده کرد.

## ارتباط با سایر خداییان
نامو مادر انکی (ائا) در نظر گرفته می‌شد، همانگونه که اسطوره انکی و نینماه، فهرست خدای آن = آنوم و طلسم دو زبانه نشان می‌دهد. با این حال، اشاره به اینکه نامو تنها والدین او است، کمتر از سنتِ به خوبی گواهی شده‌ای است که طبق آن او یکی از فرزندان آنو بود. جولیا کرول می‌گوید که در هزاره سوم پیش از دوران مشترک نامو همسر خدای دوم در نظر گرفته می‌شد. او در کتیبه‌هایی از لوگال-کیسالسی از دوره آغازین دودمانی بین‌النهرین به این شکل نام‌گذاری شده‌است. با این حال، این تنها اشارهٔ شناخته‌شده به وجود چنین سنتی است. ویلفرد جی. لمبرت نتیجه گرفت که نامو همسر سنتی ندارد.
در طلسم‌ها، نامو می‌تواند در کنار خداییانی مانند انکی، آسالوهی و نانشه ظاهر شود. یک متن ادبی نخستین که از نسخه‌های از ابلا شناخته شده‌است، به گروهی از خدایان که گمان می‌رود وظایف قضایی مشترک دارند، اشاره می‌کند که شامل نامو، شاماش، ایشتاران و ایدلوروگو می‌شود.
یک متن توضیحی واحد، نامو را با آپسو برابر می‌کند. ظاهراً او را به عنوان یک خدای مذکر و در مقام همسر نانشه دوباره تفسیر می‌کند. با این حال، به احتمال زیاد به سنت‌های مرتبط با انوما الیش وابستگی دارد و یک سنت مستقل جداگانه را نشان نمی‌دهد. تا سال ۲۰۱۷، هیچ مدرک روشنی برای اعتقاد به آپسوی انسان‌انگاری‌شده قبل از تصنیف این متن شناخته نشده‌است. علاوه بر این، در حالی که تبارنامه خداییان مفروض که بر نامو متمرکز است، نزدیک‌ترین همتای ممکن با نقش تیامات در انوما الیش است، به گفته مانوئل سکارلی، این دو ارتباط نزدیکی با هم نداشتند. به ویژه، هیچ مدرکی وجود ندارد که نامو هیچگاه به عنوان یک شخصیت ضدقهرمان در نظر گرفته شود.

## پرستش
شواهد برای پرستش نامو در همه دوره‌هایی که نام او گواهی شده است، نادر است. او متعلق به پانتئون محلی اریدو بود و می‌توان از او به عنوان مادر الهی این شهر یاد کرد. تنها نشانه ارتباط با پانتئون محلی به غیر از پانتئون اریدو، لقبی است که در فهرست خدای آن = آنوم (لوح I، سطر ۲۷)(munusagrig-zi-é-kur-(ra-)ke4)(«خانه‌دار واقعی اکور») به او اختصاص داده شده‌است. اما ممکن است فقط به دلیل اشتباه با نینیما با نام مشابه، که یکی از اعضای دربار انلیل بود، به او اختصاص داده شده باشد. سرودهای زمه در دوره آغازین دودمانی برای او محل سکونت جداگانه‌ای تعیین می‌کنند، اما خواندن نام آن قطعی نیست. لوگال-کیسالسی، پادشاه اوروک، معبدی را به او اهدا کرد، اما نام تشریفاتی آن مشخص نیست. کتیبه‌ای مربوط به حدود ۲۴۰۰ تا ۲۲۵۰ پیش از دوران مشترک به بزرگداشت این رویداد است:

𒀭𒇉 / 𒁮𒀭𒊏 / 𒈗𒆦𒋛 / 𒈗𒀕𒆠𒂵 / 𒈗𒋀𒀊𒆠𒈠 / 𒂍𒀭𒇉 / 𒈬𒆕
dnamma / dam an-ra / lugal-kisal-si / lugal unuki-ga / lugal urim5ki-ma / e2 dnamma / mu-du3 

«برای ناما، همسر آن، لوگالکیسالسی, پادشاه اوروک و پادشاه اور، معبد ناما را ساخت.»
در دوره اور سوم، نامو در طلسم‌های مختلفی که خداییان مرتبط با اریدو را فرا می‌خواند، گواهی شده‌است. او در دوره بابلی باستان در اور قربانی‌هایی دریافت کرد و متون این مکان وجود معبد و روحانیون (از جمله gudu4 کاهنان) را که به او اختصاص داده شده و همچنین زمینی به نام او را ذکر می‌کند. او همچنین در فهرست خدایان آن زمان از نیپور به عنوان صد و هفتمین مدخل ظاهر می‌شود.
به گفته فرانس ویگرمن، یک کتیبه کودورو (سنگ مرزی حکاکی شده) نشان می‌دهد که معبد نامو در  سلسله نخست زمینِ دریا حداقل از زمان سلطنت گولکیشار وجود داشته‌است که در دوران سلطنت انلیل ندین آپلی از سلسله دوم ایسن استفاده می‌شد و کارکنان آن شامل یک کاهن šangû بودند. پادشاه اخیر نیز او را در کنار نانشه در یک وِرد برای برکت فراخوانی کرد. یک کتیبه وقفی از دوره کاسی که نامو را ذکر می‌کند نیز شناخته شده‌است، اگرچه منشأ آن نامشخص است. بر اساس سندی که به احتمال زیاد در زمان سلطنت اسرحدون نوشته شده‌است، نامو در É-DÚR-gi-na، معبد لوگال-عسال در Bāṣ نیز پرستش می‌شد.
زیارتگاه‌هایی به نام kius-Namma، «جای پای نامو» در اکور در نیپور و در اساگیل در بابل وجود داشت. اندرو آر. جرج پیشنهاد می‌کند که دومی، که در منبعی از پادشاهی نبونعید گواهی شده، به واسطه نام اول نام‌گذاری شده‌است.
نامو خدای محبوبی نبوده است. تا سال ۱۹۹۸، تنها نمونه شناخته‌شده از نام تئوفوری که به نامو اشاره می‌کرد، نام پادشاه اور-نامو بود. مطالعات بیشتر هیچ نام دیگری را در منابع مربوط به دوره اور سوم شناسایی نکردند که در آنها او فراخوانی شده باشد. با این حال، دو نمونه دیگر در بررسی جدیدتر متون از نیپور در دوره کاسی‌ها شناسایی شده‌است.
متونی که به مطالعه تقویم‌ها می‌پردازند نشان می‌دهند که روز بیست و هفتم ماه را می‌توان جشن نامو و نرگال دانست و در آن هدایای سلطنتی برای این دو خدایی توصیه شده‌است.

## اساطیر
نامو در اسطوره انکی و نینماه دیده می‌شود. در حالی که متن به دوره بابلی باستان تعلق دارد اما احتمالا بازتاب سنتی قدیمی‌تر از دوره اور سوم است. دو رونوشت کامل که احتمالا به پس از حکمرانی سامسو-ایلونا تعلق دارند، به دست آمده است و نسخهٔ دیگری نیز از کتابخانه آشوربانی‌پال که دوزبانه (سومری-اکدی) است. در ابتدای این قطعه، نامو پسرش انکی را بیدار می‌کند تا به او بگوید که خدایانِ دیگر از کار سختِ قرار داده شده بر عهده‌شان، شکایت دارند. برای راه حل، انکی آفرینش انسان را پیشنهاد می‌کند و به نامو می‌گوید که چگونه با کمک نینماه و دستیارانش (نینیما، شوزیانا، نینمادا، نینشار، نینموگ، مودوموو نینیگینا بنا بر ترجمه ویلفرد جی. لمبرت)، انسان را از گل بیافریند. پس از پایان کار، انکی جشنی برای نامو و نینماه بر پا می‌کند که سایر خداییان همچون آنو و انلیل و هفت دستیار نیز در آن حضور دارند. حضور نامو، روایت آفرینشِ انسان در این اسطوره را از سایر آثاری که به همین موضوع می‌پردازند (مانند آترا-هاسیس)، متفاوت می‌کند.

## واژگان
1. ↑  Sumerogram
2. ↑  Lexical lists
3. ↑  Frans Wiggermann
4. ↑  Manuel Ceccarelli
5. ↑  Julia M. Asher-Greve
6. ↑  Joan Goodnick Westenholz
7. ↑  Julia Krul
8. ↑  Lugal-kisalsi
9. ↑  Early Dynastic Period (Mesopotamia)
10. ↑  Wilfred G. Lambert
11. ↑  Zame Hymns
12. ↑  First Sealand dynasty
13. ↑  Gulkišar
14. ↑  Bēl-ṣarbi
15. ↑  Theophoric name
16. ↑  Wilfred G. Lambert